# ميتشيل دودز
ميتشيل دودز (بالإنجليزية: Mitchell Dodds)‏ هو لاعب دوري الرغبي أسترالي، ولد في 3 يوليو 1988 في بريزبان في أستراليا.